# كينتون (محطة مترو أنفاق لندن)
كينتون (بالإنجليزية: Kenton)‏ هي إحدى محطات مترو أنفاق لندن. تقع على خط بيكرلو Line في المنطقة (Zone) رقم 4 أفتتحت في 15 يونيو 1912، 16 أبريل 1917.

## معرض صور

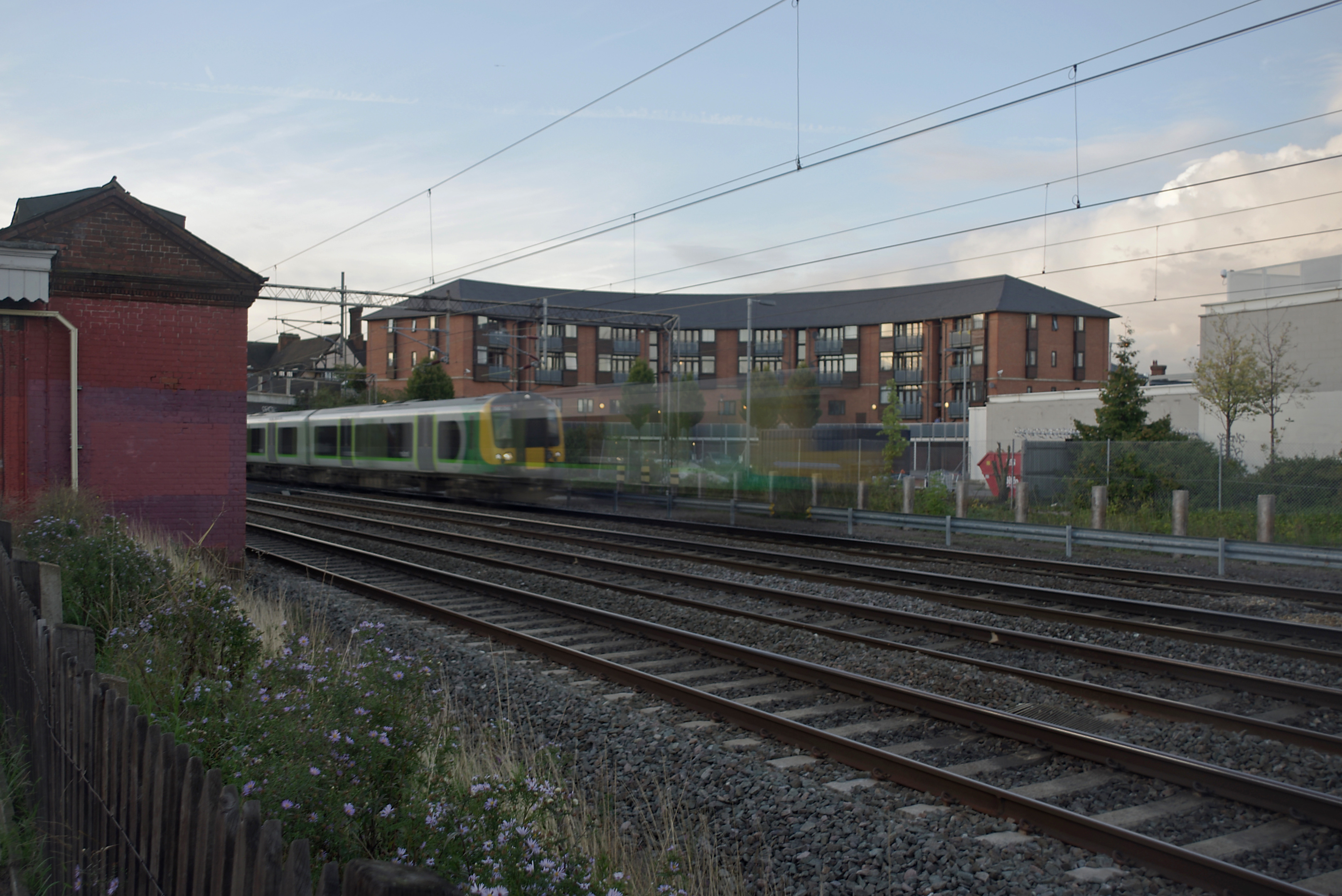
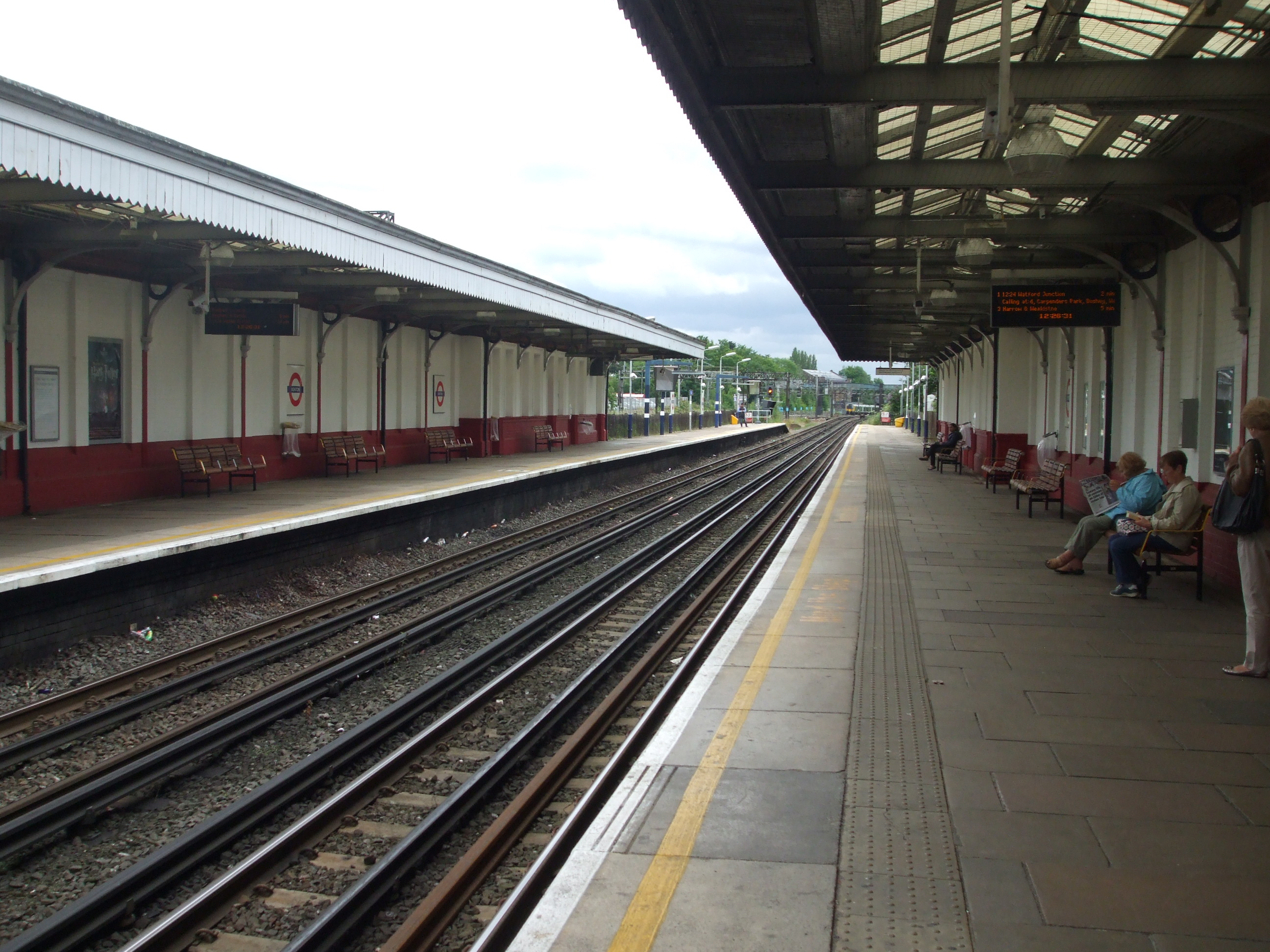
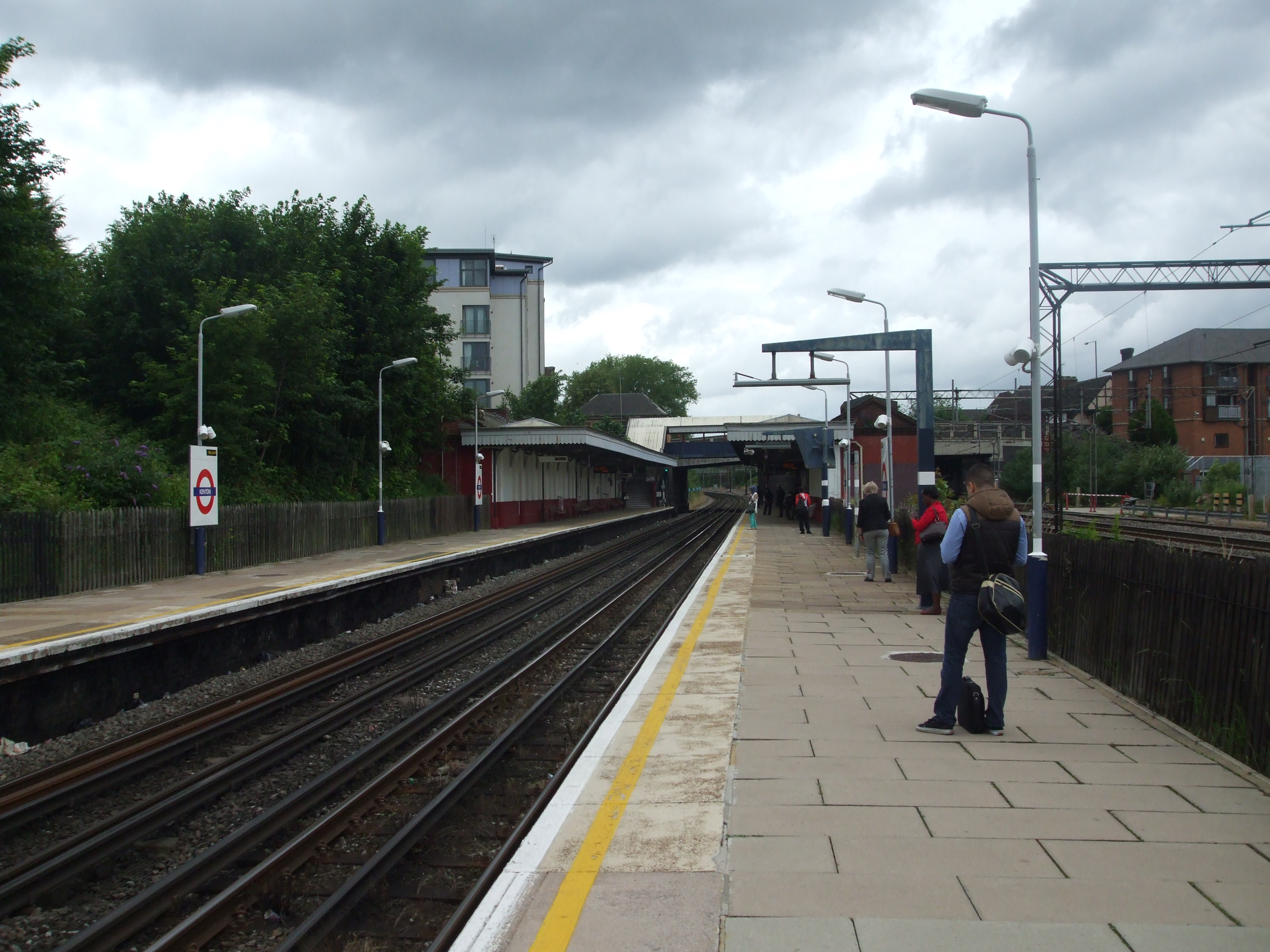